# Коптелино
Коптелино — деревня в Пушкинском районе Московской области России. Входит в состав сельского поселения Царёвское. Население — 245 чел. (2010).

## География
Расположена на севере Московской области, в юго-восточной части Пушкинского района, примерно в 7 км к востоку от центра города Пушкино и 22 км от Московской кольцевой автодороги.
В 4 км к западу — Ярославское шоссе М8, в 6 км к северу — Московское малое кольцо А107, в 6 км к западу — линия Ярославского направления Московской железной дороги. Ближайшие населённые пункты — деревня Костино, посёлок зверосовхоза и посёлок Зелёный. Рядом с деревней протекает река Скалба бассейна Клязьмы.
Связана автобусным сообщением с городами Пушкино и Красноармейск.

## Население
| 2002 | 2006 | 2010 |
| ---- | ---- | ---- |
| 224  | ↗231 | ↗245 |

## История
1960—1962 гг. — деревня Жуковского (до 20.08.1960) и Царёвского сельсоветов Калининградского района.
1962—1963, 1965—1994 гг. — деревня Царёвского сельсовета Пушкинского района.
1963—1965 гг. — деревня Царёвского сельсовета Мытищинского укрупнённого сельского района.
1994—2006 гг. — деревня Царёвского сельского округа Пушкинского района.
С 2006 года — деревня сельского поселения Царёвское Пушкинского муниципального района Московской области.